# شركة يوروكوت لخدمات الإطلاق
 شركة يوروكوت لخدمات الإطلاق  (بالإنجليزية: Eurockot Launch Services)‏ شركة محدودة تجارية تزود خدمات الإطلاق التجارية أنشئت سنة 1995.تستخدم يوروكوت صاروخ روكوت وهو صاروخ حامل من فئة نظام الإطلاق المستهلك لوضع الأقمار الاصطناعية في مدار الأرض المنخفض .وُتدار الشركة من قبل شركة (EADS استريوم) التي تملك 51% من الاسهم، ويملك مركز الدولة للبحوث والإنتاج الفضائي خرونتشيف 49% .وتطلق صواريخ يوروكوت من منشأت إطلاق خاصة بها في مركز بليسيتسك الفضائي شمالي روسيا.

## وصلات خارجية
- الموقع الرسمي